# ウェーブレース
『ウェーブレース』は、任天堂より発売されたレースゲームのシリーズである。
ラインナップは以下の通り。
- Wave Race
- ウエーブレース64
  - ウエーブレース64 振動パック対応バージョン
- ウェーブレース ブルーストーム

## 概要
海や湖などを舞台に、水上バイクで行うレースゲーム。ライバルを相手にレースを行ったり、スタントを成功させると入手できるスコアで競ったりする。水上が舞台のため通常のカーレースとは異なり、コース上に発生する波が特徴である。自然に発生する波とライバルが通過した後に発生する波があり、波の来る向きや高さによっては毎回同じコースランディングが通用するとは限らない。
『ウェーブレース』シリーズは同社の『テン・エイティ』シリーズと世界がリンクしており、両シリーズに登場するキャラクターも存在する。

## Wave Race
『Wave Race』は、『ウェーブレース』シリーズの1作目である。日本では発売されておらず、アメリカ合衆国や欧州連合などで発売された。
画面は見下ろし型だが、波を操るというコンセプトは後のシリーズ作品と同じ。Game Link CableとGame Boy Four Player Adapterを使用すれば最大4人までと遊ぶことができる。

## ウエーブレース64
『ウエーブレース64』（ウエーブレースろくじゅうよん）は、『ウェーブレース』シリーズの2作目（日本では1作目）である。3Dで描写されるようになり、以降のシリーズの原型となる。
本作は川崎重工業の協力を得ており、タイトルロゴに「Kawasaki JET SKI」（カワサキジェットスキー）の記載がある。また、日本コカ・コーラとコラボレートしており、コース上にファンタやスプライトなどの広告看板が設置されている。
作曲は戸高一生が担当した。
2022年8月19日より『NINTENDO 64 Nintendo Classics』にて配信開始。

### システム
以下の4種類のゲームモードがある。
- チャンピオンシップ
- タイムアタック
- スコアアタック
- 2Pバトル

### ルール
コース上には赤と黄の「ルートブイ」が浮かんでいる。赤のルートブイは右側を、黄のルートブイは左側を通過しなくてはならない。ルートブイを通過するとパワーメーターが1増え速度が上がる（最高で5）が、通過できないとミスになり、パワーメーターは0に戻る。計5回ミスをすると、レースはリタイアとなってしまう。

### コース
- ドルフィン・パーク：イルカが数頭いる南国のコースだが、ここでレースが行われることはない。条件をクリアすると、イルカが大きくなったり数が増えたり、イルカに乗れる様になる。
- サンディ・ビーチ：オーソドックスなコースであるが、波の強さに舵を取られやすい。難易度が上がると鉄球が設置される。
- サンセット・ベイ：リゾート地に設置されたコースで、やはり後半は波に翻弄されやすい場面がある。イルカが数頭いる。
- ミルキー・レイク：唯一の淡水コース。霧に包まれた湖で構成されていて、水面から飛び出た木や浮き草など障害物も少なくない。途中に乗り上げることが可能な砂州がある。
- マリン・フォートレス：波の荒さやコースの難易度だけでなく廃材などが浮いていて、危険なステージである。
- ポート・パイレーツ：港でレースを行うが、全体的に難易度が高くショートカット部は壁面にぶつからないでやり過ごすことは非常に難しい。
- キャッスル・シティ：高級ホテルに設置されたレジャー性の高いコース。スタート直後から潜水式のショートカットがある。
- クール・ウエイブ：流氷が多数浮遊する氷海のステージでペンギン達がレースを見守る。かならず氷原に乗り上げる部分がある。特殊な条件をクリアすると、巨大なペンギンが出現する。
- サザン・アイランド：周回する度に潮の満ち引きが目立ち、沈没船が二周目以降は海上に姿を見せる。一周目には大波を使ったショートカットが可能。二周目以降はシャチの親子が見られたり、ファンタ・オレンジの広告がある。

### プレイヤーキャラクター
速水 涼太
18歳。男性。
アユミ・スチュワート
21歳。女性。
マイルス・ジェッター
24歳。男性。
デイビット・マリナー
32歳。男性。通称デーブ。

### ウエーブレース64 振動パック対応バージョン
『ウエーブレース64 振動パック対応バージョン』（ウエーブレースろくじゅうよん しんどうパックたいおうバージョン）は、NINTENDO 64の振動パックが発売されたことを受けて発売された『ウエーブレース64』のマイナーチェンジバージョンである。振動パックに対応していること以外にも、ゴースト機能が搭載されていたり、収録曲が一部変更されていたりする（ギターパートのアレンジ）。
バーチャルコンソールで配信されている『ウエーブレース64』はこの『振動パック対応バージョン』である。しかし、振動機能とコントローラパック機能は対応していない他、ライセンスの契約上の問題から、タイアップしていたファンタと川崎重工業のゲーム中に現れる広告等がWiiやニンテンドーDS等のものに変更されている。それどころか、ロゴの下の「Kawasaki JET SKI」や「振動パック対応」周辺機器のマークがタイトル画面から抹消されている。但し、Wii Uのバーチャルコンソール版および『NINTENDO 64 Nintendo Classics』版では、当時の説明書がある関係で（当時の説明書には「川崎重工業の協力を得ています」旨の表記がある）、川崎重工業の広告のみ復活し、ファンタの広告はNINTENDO 64のロゴになっている。余談だが、日本国外版ではオリジナル版の頃より置き換えられている。

## ウェーブレース ブルーストーム
『ウェーブレース ブルーストーム』は、ニンテンドーゲームキューブのローンチソフトとなったシリーズ3作目（日本では2作目）である。日本では2001年9月14日に発売された。
基本的には前作『ウエーブレース64』のシステムを引き継いでいるが、プレイヤーキャラクターが増えたり、コースに5つの天候が用意されたりと、新たな要素が盛り込まれている。
本作は川崎重工業の協力がなく、ファンタとのコラボレートも行っていないが、マクドナルドやドクターペッパー、S3などとコラボレートしており、前作同様コース上に広告看板が設置されている。
任天堂公式のタイムスコアアタック大会が開催されたことがある。

### システム
以下の6種類のゲームモードがある。
- チャンピオンシップ
- タイムアタック
- スコアアタック
- 対戦プレイ
- フリーラン
- トレーニング

1コースにつき以下の5つの天候が用意されており、天候によってはコースの攻略方法も大きく変わってくる。
- 晴れ
- 曇り・晴れ
- 曇り・雨
- 雨
- ストーム (嵐)

### ルール
ルートブイのルールは前作と同様。パワーメーターが最高の5まで貯まるとターボを使用することができる。

### コース
ステージによっては天候が変化する。
- ドルフィン・パーク：前作と異なりレースが可能。イルカの他にもマンタやウミガメ、熱帯魚が見られる。
- エスニック・ラグーン：鳥居などのオブジェクトもあり、漢字圏の東南アジアを思わせるステージ。
- サザン・アイランド：前作とは異なり、イルカ、マンタ、ウミガメ、サメ、熱帯魚、カモメなどが見られ、一周目のジャンプのショートカットも潜水ではなくてジャンプで障害物を飛び越えるものになっている。
- アスペン・レイク：前作のミルキーレイクを思わせるが、こちらは快晴下でレースが行われる。
- シティー・ハーバー：雨天下の港のステージ。障害物が浮かぶ。
- アークティック・ベイ：日本語版では「クール・オーシャン」と呼ばれる。夜はオーロラが見られ、雪天の場合もある氷海のステージで、氷塊が崩れて波を起こす。ペンギンやシャチやホッキョクグマが生息している。
- アクア・メイズ：ベネツィアを思わせるステージ。
- ビクトリー・ゲート

### プレイヤーキャラクター
速水 涼太
18歳。男性。速水 あかりの兄。前作に続き登場。『大乱闘スマッシュブラザーズDX』にフィギュアとして登場している。
デイビット・マリナー
32歳。男性。通称デーブ。
速水 あかり
17歳。女性。速水 涼太の妹。『テン・エイティ スノーボーディング』にて初登場し、『テン・エイティ シルバーストーム』にも登場している。
ナイジェル・カルヴァー
28歳。男性。
アユミ・スチュワート
21歳。女性。前作に続き登場。
ロブ・ヘイウッド
20歳。男性。『テン・エイティ スノーボーディング』にて初登場し、『テン・エイティ シルバーストーム』にも登場している。
リッキー・ウインターボーン
14歳。男性。『テン・エイティ スノーボーディング』にて初登場し、『テン・エイティ シルバーストーム』にも登場している。
セリーナ・デル・マー
19歳。女性。

## 関連商品
ウエーブレース64 オリジナルサウンドトラック
『ウエーブレース64』のサウンドトラック。ポニーキャニオンより1997年11月19日に発売された。宮本茂をはじめとしたスタッフの声を収録したオリジナルトラックが含まれている。

## 備考
- ジェットスキーは川崎重工業の登録商標であり、正式には水上バイク、水上オートバイ、パーソナルウォータークラフトなどと呼ぶ。
- 『ウエーブレース64』と同『振動パック対応バージョン』の場合、「ウエーブ」のエの字が大文字となる。
- 『ウエーブレース64』は、開発初期の段階ではホバークラフトのようなマシンを操るレースゲームであり、人間のキャラクターは描写されていなかった。開発初期段階の動画は当時のNINTENDO64のプロモーションビデオ等で確認できる。また、水上スキーのゲームの構想もあったが、NINTENDO64のスペック等の問題から水上バイクへ切り替えられて『ウエーブレース64』になったと宮本茂は語っている[9]。
- 『ウエーブレース64 振動パック対応バージョン』は、同日発売の『スーパーマリオ64 振動パック対応バージョン』と併せてCMが放送された。CMには、振動パック対応ソフト第1弾の『スターフォックス64』から引き続き広末涼子が出演した。